# Chris Boltendahl’s Steelhammer
Chris Boltendahl’s Steelhammer ist eine Power-Metal-Band um den Grave-Digger-Sänger Chris Boltendahl.

## Bandgeschichte
Chris Boltendahl gründete Chris Boltendahl’s Steelhammer zusammen mit Gitarrist Tobias Kersting, Bassist Lars Schneider (beide ex-Orden Ogan) und Schlagzeuger Patrick Klose (Iron Savior). Obwohl die Band seinen Namen trägt und als Soloprojekt angekündigt wurde, versteht Boltendahl sie dennoch als echte Band. Musikalisch stellt die Band eine Mischung aus Boltendahls Hauptband Grave Digger sowie aus Metal Church da. Kurz nach Gründung wurde die Band von ROAR! Rock of Angels Records unter Vertrag genommen und ein Debütalbum angekündigt. Als erste Single erschien am 28. Mai der Titelsong Reborn in Flames. Am 5. Juli folgte die Single Beyond the Black Souls.
Das Album Reborn in Flames erschien schließlich am 28. Juli 2023. Neben mehreren epischen Power-Metal-Songs enthält das Album auch eine Coverversion des Midnight-Oil-Hits Beds Are Burning. Diese wurde zeitgleich mit dem Album als dritte Single veröffentlicht. Das Album erreichte Platz 82 der deutschen und Platz 73 der Schweizer Musikcharts.

## Diskografie

### Alben
| Jahr | Titel Musiklabel                              | Höchstplatzierung, Gesamtwochen, AuszeichnungChartplatzierungen (Jahr, Titel, Musiklabel, Platzierungen, Wochen, Auszeichnungen, Anmerkungen) | Höchstplatzierung, Gesamtwochen, AuszeichnungChartplatzierungen (Jahr, Titel, Musiklabel, Platzierungen, Wochen, Auszeichnungen, Anmerkungen) | Anmerkungen                         |
| Jahr | Titel Musiklabel                              | DE | CH | Anmerkungen                         |
| ---- | --------------------------------------------- | --- | --- | ----------------------------------- |
| 2023 | Reborn in Flames ROAR! Rock of Angels Records | DE82 (1 Wo.)DE | CH73 (1 Wo.)CH | Erstveröffentlichung: 28. Juli 2023 |

### Singles
- 2023: Reborn in Flames
- 2023: Beyond the Black Souls
- 2023: Beds Are Burning